# Julita Lemgruber
Julita Tannuri Lemgruber  (Rio de Janeiro, 15 de abril de 1945) é uma socióloga brasileira. Foi diretora do Departamento do Sistema Pentitenciário do Rio de Janeiro entre 1991 e 1994, e ouvidora da policia do mesmo estado entre 1999 e 2000. É coordenadora do Centro de Estudos de Segurança e Cidadania desde 2000.

## Biografia
Lemgruber formou-se em Ciências Sociais pela Universidade Federal do Rio de Janeiro em 1972. É mestre em Sociologia pelo Instituto Universitário de Pesquisas do Rio de Janeiro em 1976; fez sua dissertação de mestrado sobre as relações sociais na penitenciária feminina Talavera Bruce, no Rio.  Em 1983 Lemgruber trabalhou como assessora do diretor do sistema penitenciário do Rio de Janeiro. Foi promovida a diretora em 1991, durante o mandato do governador Leonel Brizola sendo a primeira mulher a assumir o posto.

## Posições
Lemgruber critica o sistema prisional brasileiro, afirmando que agrava o problema da criminalidade ao prender réus primários, que seriam recrutados por facções criminosas dentro da instituição, e o uso indiscriminado de violência policial.  Defende a aplicação de penas alternativas para crimes menos violentos e a legalização da maconha no Brasil como forma de combate ao tráfico.

## Livros publicados
- 1999 -Cemitério dos vivos: análise sociológica de uma prisão de mulheres
- 2003 - Quem Vigia os Vigias (com Leonarda Mussumeci)
- 2010- A dona das chaves (com Anabela Paiva)